# Stråsjön, Uppland
Stråsjön är en sjö i Österåkers kommun i Uppland och ingår i Norrtäljeån-Åkerströms kustområde. Sjön är 2,1 meter djup, har en yta på 0,01 kvadratkilometer och befinner sig 40 meter över havet.